# 인천 계산동 은행나무
계산동 은행나무(桂山洞 銀杏나무)는 인천광역시 계양구 계산동 인천부평초등학교에 있는 은행나무이다. 1992년 5월 15일 인천광역시의 기념물 제11호로 지정되었다.

## 개요
은행나무는 살아 있는 화석이라 할 만큼 오래된 나무로 대한민국, 일본, 중국 등지에 분포하고 있다. 우리나라에는 중국에서 유교와 불교가 전해질 때 같이 들어온 것으로 전해지고 있다. 가을 단풍이 매우 아름답고 병충해가 없으며 넓고 짙은 그늘을 제공한다는 장점이 있어 정자나무 또는 가로수로도 많이 심는다.
부평초등학교 안에서 자라고 있는 계산동의 은행나무는 나이가 500년 정도로 추정되며, 높이 25m, 둘레 10m이다. 이 나무는 본래 부평도호부 관청건물의 주변 환경을 아름답게 하기 위한 풍치목으로 심었다고 한다.
계산동의 은행나무는 오랜 세월동안 조상들의 보살핌 속에 살아온 나무로 생물학적 자료로서의 가치가 인정되어 기념물로 지정하여 보호하고 있다.

## 같이 보기
- 인천부평초등학교

## 참고 자료
- 계산동은행나무 - 국가유산청 국가유산포털